# ハーンユーニス攻撃 (2024年7月)
2024年7月22日、イスラエルはガザ地区のハーンユーニス県東部に戦車を派遣し、空爆を開始した。ガザ保健省によると、イスラエル軍の攻撃により73人のパレスチナ人が死亡、270人以上が負傷した。

## 背景
7月22日未明、イスラエル国防軍は、ハーンユーニス県東部からパレスチナ武装勢力によりロケット弾攻撃が行われたとして、避難命令を発令した。イスラエルは、170万人のパレスチナ人が避難している非戦闘地域を縮小し、その境界線を調整した結果、安全な地帯は65 km2から48 km2に縮小した。

## 攻撃
イスラエルが避難命令を出してまもなく、同国はハーンユーニスへの3度目の攻撃を開始した。パレスチナ人が避難する時間はほとんど与えられなかった。イスラエル軍の戦車はバニー・スヘイラ内を2キロ以上にわたって侵攻し、民間人は砲火の中での避難を強いられた。バニー・スヘイラでは、戦車による砲撃と空爆により、73人のパレスチナ人が死亡し、270人以上が負傷した。
ある目撃者は「誰からも避難するように言われなかった。4階建ての建物が民間人の上に崩れ落ちた」と語り、別の目撃者は「まるで世界の終わりのようだ。人々は砲火の中を逃げていて、道路には多くの遺体と負傷者がいる」と話した。

## 余波と死傷者数
ガザ保健省の報告によると、パレスチナ人73人が死亡、270人以上が負傷した。
ハーンユニースのナセル病院の関係者によると、病院は患者であふれかえり、負傷者は床で治療を受けており、状況は「制御不能」だったという。攻撃中、ナセル病院は、医療センターに多数の死傷者が殺到していたため、住民に献血を呼びかけていた。
攻撃で何人もの親族を失ったガザの住民は、「私たちは疲れ果てている。ガザではもう限界だ。毎日、私たちの子どもたちが殉教していき――毎日、毎瞬間」と語っている。

## 反応

### 当事国
- ハマス: ハマースはこの攻撃を非難し、「パレスチナ人が自らの土地に踏みとどまることを妨げることはできない」と述べた[4]。
- イスラエル: イスラエル国防軍（IDF）は今回の攻撃について、ハーンユーニス県東部から行われたパレスチナ武装勢力による攻撃への報復であると主張し、「今朝より、イスラエル航空宇宙軍（IAF）およびIDFの砲兵部隊は、ハーンユーニスにあるテロ関連インフラの拠点を30カ所以上攻撃した。これには、本日イスラエル南部のニリムに向けて行われたパレスチナ武装勢力による砲撃の発射地点も含まれる」と述べた[1]。